# Ryan Kalkbrenner
Ryan Thomas Kalkbrenner, né le 17 janvier 2002 à Saint-Louis dans le Missouri, est un joueur américain de basket-ball évoluant au poste de pivot et mesurant 2,16 m.

## Biographie

### NBA
Ryan Kalkbrenner est sélectionné en trente-quatrième position par les Hornets de Charlotte lors de la draft 2025 de la NBA.

## Statistiques

### Universitaires
| Saison    | Équipe    | Matchs | Titul. | Min./m | % Tir | % 3pts | % LF | Rbds/m. | Pass/m. | Int/m. | Ctr/m. | Pts/m. |
| --------- | --------- | ------ | ------ | ------ | ----- | ------ | ---- | ------- | ------- | ------ | ------ | ------ |
| 2020-2021 | Creighton | 31     | 0      | 13.8   | .645  | .000   | .489 | 3.5     | .3      | .2     | 1.2    | 5.9    |
| 2021-2022 | Creighton | 34     | 34     | 29.4   | .646  | .250   | .736 | 7.7     | .9      | .4     | 2.6    | 13.1   |
| 2022-2023 | Creighton | 34     | 34     | 32.2   | .695  | .316   | .795 | 6.1     | 1.2     | .6     | 2.1    | 15.9   |
| 2023-2024 | Creighton | 35     | 35     | 34.7   | .646  | .296   | .711 | 7.6     | 1.3     | .4     | 3.1    | 17.3   |
| 2024-2025 | Creighton | 35     | 35     | 34.5   | .653  | .344   | .681 | 8.7     | 1.5     | .5     | 2.7    | 19.2   |
| Total     | Total     | 169    | 138    | 29.3   | .658  | .311   | .709 | 6.8     | 1.1     | .4     | 2.4    | 14.5   |

## Palmarès et distinctions individuelles

### Universitaires
- Second-team All-American – USBWA, NABC (2025)
- Third-team All-American – AP, SN (2025)
- Kareem Abdul-Jabbar Award (en) (2025)
- Naismith Defensive Player of the Year Award (en) (2025)
- NABC Defensive Player of the Year (en) (2025)
- 4× Big East Defensive Player of the Year (2022–2025)
- 2× First-team All-Big East (2023, 2025)
- Second-team All-Big East (2024)